# 少林少女
《少林少女》是2008年上映的日本電影。導演是以執導大搜查線電影版聞名的本廣克行，由柴咲幸擔綱演出，並請來周星馳擔任監製。

## 故事內容
櫻澤凜（柴咲幸飾演）繼承祖父道場，並在中國少林寺接受9年武術訓練的日本女生，後來加入國際星館女子大學袋棍球部。

## 演出陣容
| 演 員      | 角 色          | 人物關係、簡介 |
| 柴咲幸     | 櫻澤凜         | 一名極具武術天份的少女，自幼被送往中國少林寺學習少林拳，更矢志回日本將少林拳發揚光大。 國際星館大學：袋球隊隊員0號。 |
| 江口洋介   | 師父：岩井拳見 | 中華餐館老闆。 國際星館大學：教練。                                                                                  |
| 仲村徹     | 大場雄一郎     | 國際星館大學：校長。 指使綁架敏敏，更是十多年前使道場毀於一旦的兇手！                                                |
| 岡村隆史   | 田村龍司       | 國際星館大學：教務課職員。                                                                                           |
| 張雨綺     | 劉敏敏         | 中華餐館的員工。 國際星館大學：袋球隊隊員10號，將凜帶進國際星館大學的袋球隊打球。                                    |
| 田啟文     | 鐵布三         | 中華餐館的員工。 |
| 林子聰     | 水尚飄         | 中華餐館的員工。 |
| 山崎真實   | 清水真實       | 國際星館大學：袋球隊隊長1號。                                                                                        |
| 工藤亞沙奇 | 近藤亞沙奇     | 國際星館大學：袋球隊隊員2號。                                                                                        |
| 原田佳奈   | 北野佳奈       | 國際星館大學：袋球隊隊員3號。                                                                                        |
| 乙黑惠里   | 黑岩惠里       | 國際星館大學：袋球隊隊員4號。                                                                                        |
| 蒲生麻由   | 山田麻由       | 國際星館大學：袋球隊隊員5號。                                                                                        |
| 伊東麻見   | 田伏麻見       | 國際星館大學：袋球隊隊員6號。                                                                                        |
| 千野裕子   | 加地裕子       | 國際星館大學：袋球隊隊員7號。                                                                                        |
| 千代谷美穗 | 琢磨美穗       | 國際星館大學：袋球隊隊員8號。                                                                                        |
| 西秋愛菜   | 緒方愛菜       | 國際星館大學：袋球隊隊員9號。                                                                                        |
| 澤井美優   | 金川美優       | 國際星館大學：袋球隊隊員11號。                                                                                       |
| 柳澤奈奈   | 松本奈奈       | 國際星館大學：袋球隊隊員12號。                                                                                       |
| 石井明日香 | 志井明日香     | 國際星館大學：袋球隊隊員13號。                                                                                       |
| 尾家輝美   | 中野輝美       | 國際星館大學：袋球隊隊員14號。                                                                                       |
| 桂亞沙美   | 長野亞沙美     | 國際星館大學：袋球隊隊員15號。                                                                                       |
| 渡邊奈緒子 | 湯淺奈緒子     | 國際星館大學：袋球隊隊員16號。                                                                                       |
| 花形綾沙   | 二階綾沙       | 國際星館大學：袋球隊隊員17號。                                                                                       |
| 滿島光     | 高橋光         | 國際星館大學：袋球隊隊員18號。                                                                                       |

## 外部連結
少林少女導演日誌(日語) （页面存档备份，存于）